# Nadia Raoui
Nadia Raoui (* 2. Juni 1985 in Herne) ist eine deutsche Profiboxerin mit marokkanischen Wurzeln. Sie ist Weltmeisterin im Fliegengewicht nach Version der Women’s International Boxing Association (WIBA).
Aktuell ist sie in den Boxranglisten wie folgt geführt:
- World Champion WIBA Flyweight[1]
- 1. Platz IBF Weltrangliste (11. Januar 2013)[2]
- 1. Platz WIBF Ranking Flyweight (17. Oktober 2011)[3]
- 9. Platz WBAN Ranking Flyweight (3. Januar 2013)[4]
- 4. Platz WBC Female Flyweight (10. Oktober 2012)[5]

Raoui begann im Alter von 17 Jahren mit Thai- und Kickboxen und bestritt 17 Kämpfe (13 K.-o.-Siege, drei Punktsiege und eine Punktniederlage). Am 11. November 2006 feiert Raoui ihr Profidebüt.
Am 24. April 2010 boxte sie in Hamburg gegen die bis dahin in 26 Kämpfen ungeschlagene Susianna Kentikian um die Titel der Verbände WIBF, WBA sowie WBO und unterlag durch eine umstrittene Punkteentscheidung (96:95, 94:96, 94:96). In weiterer Folge zog sie sich aus dem Profiboxen zurück und begann eine kaufmännische Ausbildung.
Nach über einem Jahr Kampfpause gab sie am 25. Juni 2011 ihr Comeback mit einem Aufbaukampf gegen Evgeniya Zablotskaya, den sie nach Punkten gewann. Am 2. Dezember 2011 verteidigte sie ihren WM-Gürtel gegen Oksana Romanova.